# Свята Папуа Нової Гвінеї
Це список свят в Папуа-Новій Гвінеї.

## Список
| Дата       | Назва                      |
| ---------- | -------------------------- |
| 1 січня    | Новий Рік                  |
| 3 квітня   | Страсна п'ятниця           |
| 4 квітня   | Велика субота              |
| 5 квітня   | Пасхальна неділя           |
| 6 квітня   | Великодній понеділок       |
| 8 червня   | День народження королеви   |
| 23 липня   | Національний День пам'яті  |
| 26 серпня  | Національний день покаяння |
| 16 вересня | День Незалежності          |
| 25 грудня  | Різдво                     |
| 26 грудня  | День подарунків            |